# Alexander van Bredael
Alexander van Bredael (Amberes, 1 de abril de 1663-14 de julio de 1720) fue un pintor flamenco conocido por los paisajes italianizantes y las escenas de género de ferias, mercados de ganado y pueblos.

## Biografía
Nació en Amberes en una familia de artistas, hijo de Peeter van Bredael, un conocido pintor que se especializó en escenas de mercado y fiestas populares en paisajes italianos. Su madre fue Anna Maria Veldener, hija del destacado escultor Jenijn Veldener. Dos de sus hermanos, Jan Peeter el Viejo y Joris fueron pintores.

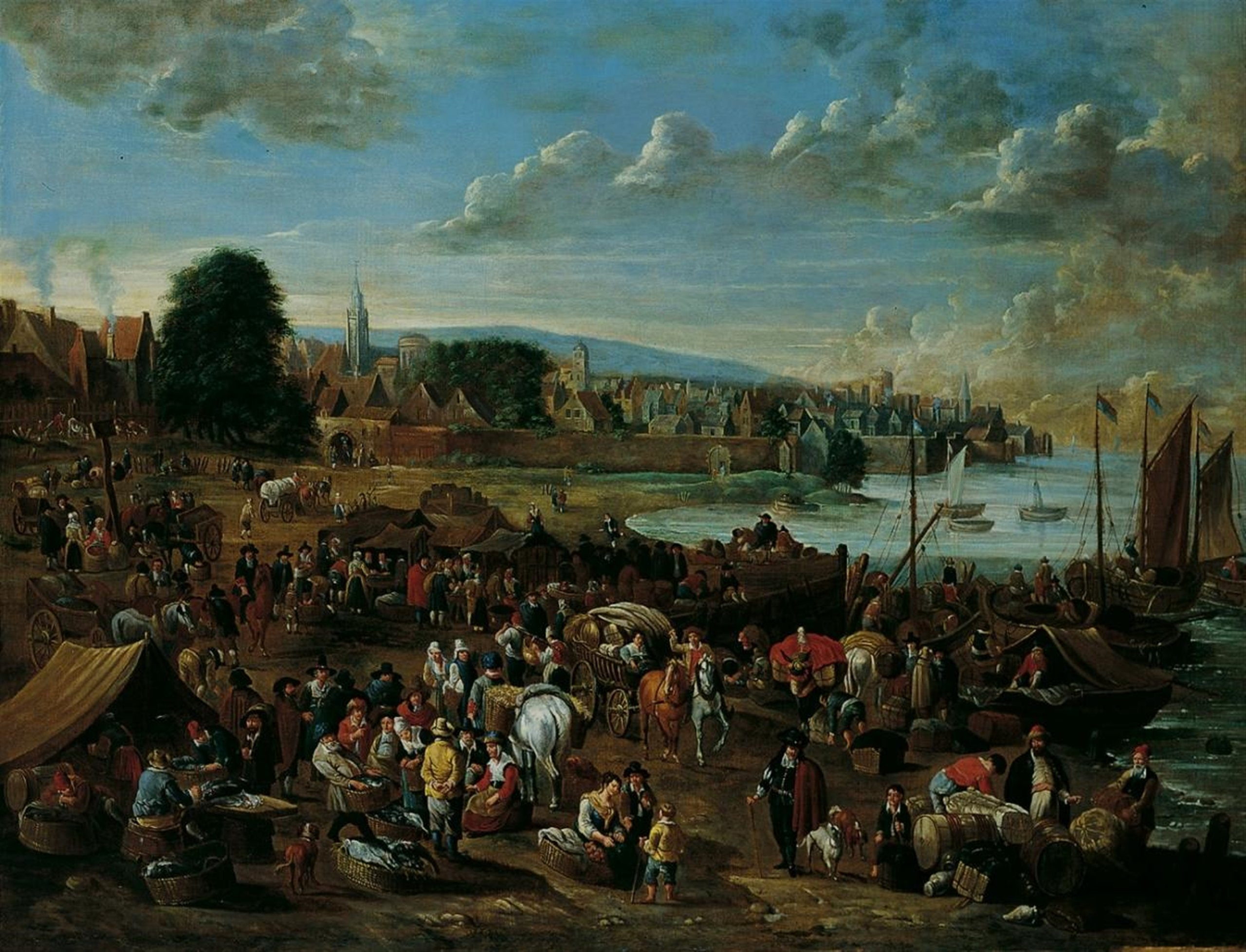
Escena de puerto con vistas de una ciudad

Alexander se formó con su padre. Se inscribió como maestro en el gremio de San Lucas de Amberes en 1685.
El 11 de agosto de 1685 se casó con Cornelia Sporckmans, hija del pintor de historia de Amberes Hubert Sporckmans. Tuvieron tres hijas y seis hijos, de los cuales Jan Frans sería también pintor. Alexander van Bredael murió en Amberes. 
Entre sus alumnos figuran su hijo Jan Frans, Peeter Busschop, Johan Baptist Govaerts, Guielmus van Ryn y Peter Snijers.

## Trabajo
Alexander van Bredael pintó en una amplia variedad de géneros que incluyen escenas del mercado de ganado, paisajes italianos y escenas populares. Probablemente es más conocido por su representación de festivales y procesiones en su nativa Amberes. Sus escenas de aldea recuerdan las escenas de género de David Teniers el Joven. También se inspiró en otros artistas flamencos. Por ejemplo, su composición Un festival en Amberes probablemente se inspiró en pinturas similares de artistas flamencos como Pieter van Aelst y Erasmus de Bie que representan procesiones en ciudades.

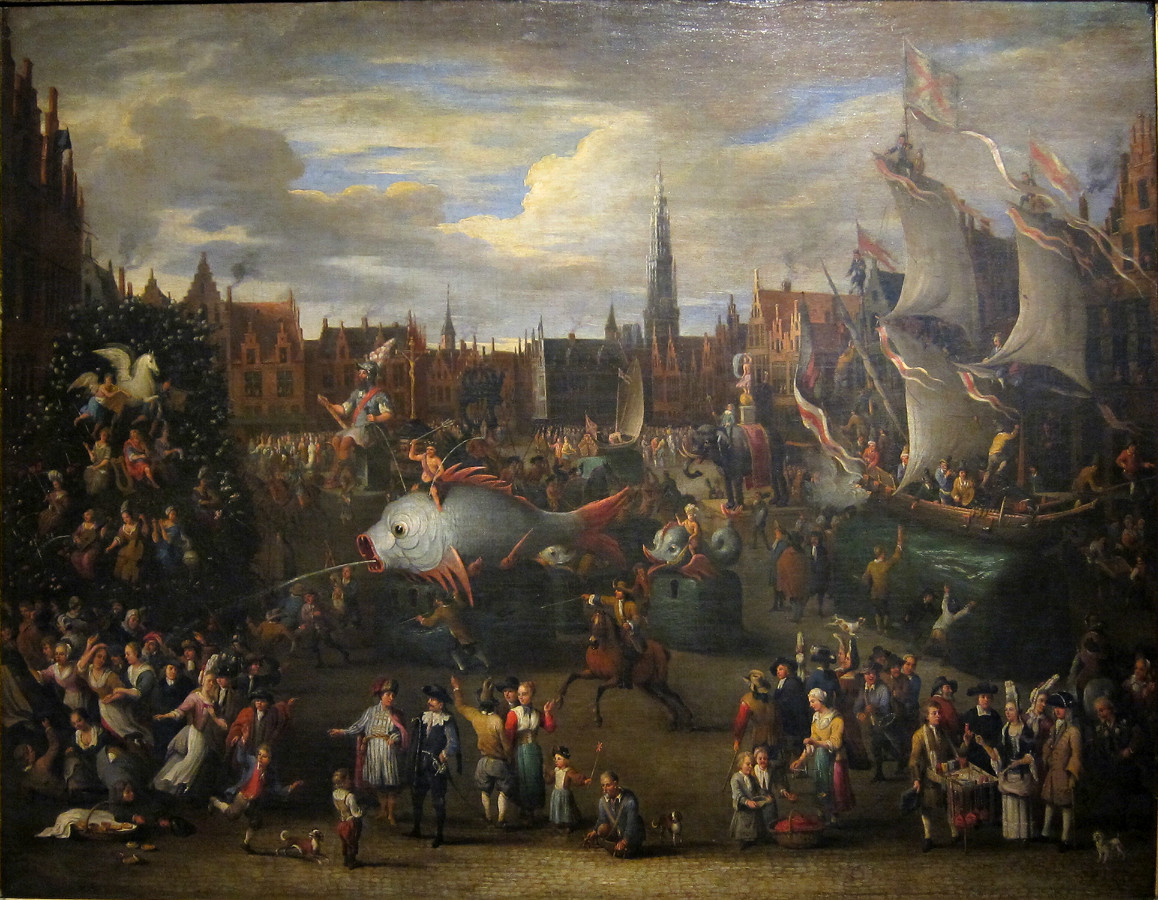
El Ommegang en el Meir en Amberes.

Pintó muchas escenas de mercados de ganado, lo que le ofreció la oportunidad de mostrar su habilidad para representar escenas grupales pobladas con muchas figuras, así como su habilidad para pintar animales. A menudo realizó paisajes de estilo italiano, incluyendo escenas del puerto, como la Escena del puerto con vistas de una ciudad.

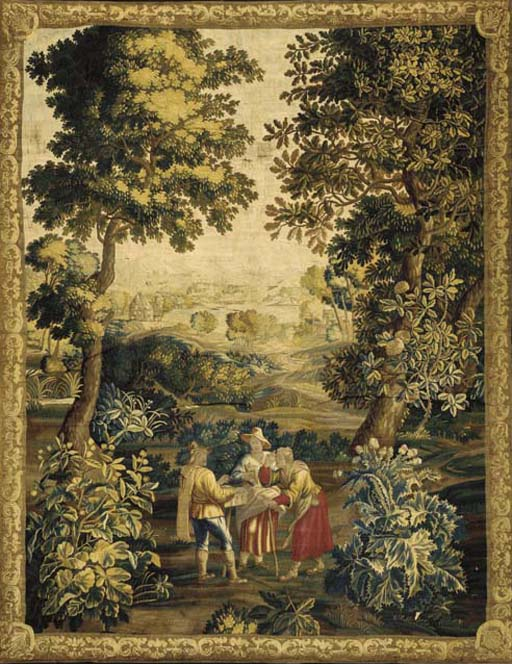
Un vendedor de gafas, tapiz.

Alexander van Bredael realizó diseños para los talleres de tapicería de Oudenaarde. En 1698 se registró que suministró diseños para seis tapices con escenas de género que representaban a campesinos y gitanos. Proporcionó diseños para tapices que se conocen como escenas de Teniers o tapices. Se refiere a los tapices relacionados con los pintores de género flamencos David Teniers el Joven y David Teniers III. Aunque no es posible conectar los tapices conocidos como tapices de Teniers, que se tejieron en numerosos centros de tejido en Flandes, con ningún diseño específico de estos pintores de género, estos tapices se han llamado tapices de Teniers desde principios del siglo XVIII. La correspondencia entre el comerciante Pieter van Verrren y Alexander van Bredael de 1700 deja claro que Alexander van Bredael diseñó algunos tapices de Teniers. Christie's vendió un tapiz que representa a un vendedor de gafas el 5 de febrero de 2003 en Nueva York. Es posible que el paisaje en este tapiz fuese dibujado por Pieter Spierinckx, particularmente debido a que dicha colaboración entre Bredael y Spierinckx en los tapices de Teniers se menciona en los documentos de 1707.